# Langues bodo-garo
Les langues bodo-garo (ou langues boro-garo) sont un groupe de langues tibéto-birmanes parlées dans le nord-est de l'Inde ainsi que dans les pays voisins du Népal et du Bangladesh.

## Classification interne

### Burling (1959)
Burling (1959) divise le bodo-garo en trois sous-groupes, suivi en cela par Jacquesson (2005). Joseph et Burling (2006) réévaluent cette division et organisent les langues du groupe en quatre branches. La classification des langues bodo-garo est la suivante :
- sous-groupe des langues boroïques
  - sous-groupe des langues bodo 
    - bodo
    - dimasa
    - kachari

  - sous-groupe des langues tipperiques
    - kokborok
    - riang
    - tippera
    - usui

  - tiwa
- deuri
- garo
- sous-groupe des langues kochiques
  - a'tong
  - koch
  - rabha
  - ruga

À cette liste il faut ajouter une langue éteinte proche des langues bodo, le moran.

### Jacquesson (2006)
Jacquesson (2006) divise le bodo-garo en trois groupes:
- Groupe occidental
  - garo
  - rabha, koch
- Groupe central
  - boro et mech
  - bru
  - dimasa et moran
  - kokborok
- Groupe oriental
  - deuri